# Emil Gross
Emil Gross (ur. 3 sierpnia 1869 we Lwowie, zm. po styczniu 1940) – polski dziennikarz, tłumacz literatury pięknej, doktor nauk prawnych. Był czołowym szachistą lwowskim, zwyciężał w mistrzostwach miasta, na szachownicy rywalizował m.in. ze swoim wieloletnim przyjacielem – krytykiem literackim Karolem Irzykowskim. Po utworzeniu Polskiego Związku Szachowego należał do jego aktywnych działaczy.

## Życiorys

### Edukacja i początek kariery szachowej
Kształcił się w rodzinnym Lwowie, gdzie ukończył II Gimnazjum, a następnie podjął studia na Wydziale Prawa Uniwersytetu Franciszkańskiego. Jako student był członkiem Czytelni Akademickiej, przy której działało prężne koło szachowe. Prawdopodobnie w tym okresie Gross zainteresował się szachami, a także poznał i zaprzyjaźnił się z Irzykowskim. Po krótkim czasie należał już do czołowych graczy koła, a po uzyskaniu na uczelni absolutorium został członkiem Lwowskiego Klubu Szachistów. Wykształcenie uzupełnił w późniejszym czasie doktoratem nauk prawnych.

### Na początku XX wieku
Gross pracował w redakcji „Przeglądu Politycznego, Społecznego i Literackiego”, na początku XX wieku przeszedł do biura Sejmu Krajowego, wreszcie podjął pracę w Galicyjskiej Filii cesarsko-królewskiego Biura Korespondencyjnego. Jednocześnie aż do wybuchu I wojny światowej stale plasował się we lwowskiej czołówce szachowej. W 1904 został mistrzem Lwowa, okazując się najlepszym wśród siedmiu czołowych graczy miasta; wyprzedził m.in. Irzykowskiego, Ignacego Popiela oraz znanego później z gry w USA Oskara Chajesa. W tym samym roku Gross wygrał też imprezę Lwowskiego Klubu Szachistów, nazwaną umownie „turniejem czterech”, w pokonanym polu pozostawiając Irzykowskiego, Popiela i Kazimierza Weydlicha. W turnieju klubowym w 1912 zajął III miejsce, za Oskarem Piotrowskim i Adolfem Hauke-Bosakiem. W mistrzostwach Lwowa w 1914, do których przystąpił jako wiceprezes Lwowskiego Klubu Szachistów, Gross był trzeci za Piotrowskim i Popielem, a wyprzedził m.in. Henryka Zioło oraz debiutującego w dużej imprezie Mariana Steifera.

### I wojna światowa i lata '20
Okres I wojny światowej Gross spędził w Krakowie, dokąd zaproszony został przez Karola Irzykowskiego. Pracował w redakcjach miejscowych gazet. Był również związany z Krakowskim Klubem Szachistów. W listopadzie 1918 przeniósł się do Warszawy i podjął pracę w Polskiej Agencji Telegraficznej. W latach 1920–1939, wspólnie z Karolem Irzykowskim i Stanisławem Czosnowskim, był redaktorem „Diariusza Sejmowego”.
Również w Warszawie Emil Gross aktywnie uczestniczył w życiu szachowym. Wstąpił do Warszawskiego Towarzystwa Zwolenników Gry Szachowej i występował w turniejach rozgrywanych pod jego auspicjami. W mistrzostwach Warszawy w 1925 zajął IX miejsce wśród 11 szachistów, ale pokonał znanych rywali – Jana Kleczyńskiego, uczestnika niedawnej nieoficjalnej olimpiady paryskiej, oraz Paulina Frydmana. Na przełomie 1925 i 1926 startował w eliminacjach mistrzostw Polski, ale mimo zwycięstw nad Mojżeszem Łowckim, Izaakiem Towbinem czy Jerzym Jagielskim zajął lokatę poza pulą premiowaną awansem; podzielił z Leonem Tuhan-Baranowskim VII-VIII miejsce. Polski Związek Szachowy nadał Grossowi kategorię mistrza rangi krajowej, co uprawniało go do startu w większości imprez bez eliminacji.
Po 1926 Gross wycofał się z aktywnego uczestnictwa w turniejach, wystąpił jeszcze jedynie w 1929 w drużynowych mistrzostwach kraju w Królewskiej Hucie, reprezentując jednak nie Warszawę, a Kraków; przyczynił się do sięgnięcia przez krakowian po III lokatę, notując zwycięstwa nad Izaakiem Appelem z Łodzi, Fredkinem z Poznania oraz Erwinem Kaufmanem ze Lwowa, a ulegając Leonowi Kremerowi z Warszawy. Ponadto w 1932 bronił barw Krakowa w meczu reprezentacji miast przeciwko Katowicom. Miał też okazję wystąpić w symultanach wybitnych szachistów, mistrzów świata Jose Raula Capablanki i Aleksandra Alechina. W październiku 1925 w Warszawie zremisował z Capablancą, a w grudniu 1928 w Warszawie był jedynym obok Karola Piltza graczem, który zdołał pokonać Alechina.

### Działacz szachowy
W tym okresie Gross bardziej na polu szachowym udzielał się jako działacz, był m.in. sędzią mistrzostw Polski w 1926. W 1930 wszedł w skład Sądu Honorowego Polskiego Związku Szachowego, potem był członkiem jego komisji rewizyjnej, a wreszcie zarządu. W kwietniu 1933 uczestniczył w pracach nad powołaniem nowego klubu – Warszawskiego Klubu Szachistów, którego został wiceprezesem.

### II wojna światowa
Wybuch II wojny światowej zastał go w Warszawie. Po zajęciu miasta przez Niemców wyjechał do Lwowa, gdzie dołączył do swoich dwóch braci; prawdopodobnie nie uczestniczył już ani w działalności konspiracyjnej, ani szachowej. Jego losy nie są znane, wiadomo jedynie, że żył jeszcze w styczniu 1940.

### Inne zainteresowania i trivia
Gross miał rozliczne zainteresowania artystyczne. Poza dziennikarstwem, które traktował jako źródło utrzymania, zajmował się tłumaczeniem literatury pięknej. Znał wiele języków obcych: francuski, angielski, włoski, niemiecki, a także klasyczne – łacinę i grekę. Pozostając w dziedzinie muzyki samoukiem, chętnie grywał na fortepianie. „Był doradcą pisarzy, rzucał przysłowiami, trafnie oceniał, poprawiał” (cytat za T. Wolszą). Przyjaźń Grossa z Irzykowskim znalazła też dokumentację w ich korespondencji, prowadzonej szczególnie przed 1914, kiedy Irzykowski przebywał poza Lwowem; w listach tych przewija się wątek szachowy, m.in. zapis partii Irzykowskiego toczonych z prawnikiem Tadeuszem Bujakiem. Otoczenie nazywało często parę przyjaciół „Kastorem i Polluksem” albo „Lelum – Polelum”.